# 恩城街道
恩城街道，是中华人民共和国广东省江门市恩平市下辖的一个乡镇级行政单位。

## 行政区划
恩城街道下辖以下地区：
东门社区、新塘社区、西门社区、青云社区、河南社区、小岛社区、凤山社区、东安墟镇社区、新城社区、飞鹅塘社区、沙联村、西安村、联合村、米仓村、南联村、中南村、石栏村、石联村、石泉村、石青村、平富岗村、平塘村、锦岗村、顶冲村、茶坑村、新楼村、塘劳村和禄平村。